# Asplundia isabellina
Asplundia isabellina är en enhjärtbladig växtart som beskrevs av Gunnar Wilhelm Harling. Asplundia isabellina ingår i släktet Asplundia och familjen Cyclanthaceae. Inga underarter finns listade.